# Nanna nigripes
Nanna nigripes is een vliegensoort uit de familie van de drekvliegen (Scathophagidae). De wetenschappelijke naam van de soort is voor het eerst geldig gepubliceerd in 1846 door Zetterstedt.